# Хаос (фильм, 2005)
«Ха́ос» (англ. Chaos) — фильм 2005 года, режиссёром и автором сценария которого является Тони Джильо. Фильм снят совместно США, Канадой и Великобританией. В главных ролях снялись Джейсон Стейтем, Райан Филипп и Уэсли Снайпс.
Теглайн фильма: «Кто у нас тут „крыса“?»

## Сюжет
Во время ситуации на мосту одной дождливой ночью, инспектор Йорк ненароком застрелил молодую девушку-заложницу, а его напарнику инспектору Квентину Коннерсу (Джейсон Стейтем) пришлось застрелить оказавшего сопротивление захватчика. Гибель невинной получает внимание СМИ, и у полиции не остаётся выбора кроме как временно отстранить Коннерса от исполнения обязанностей.
Через некоторое время, Лоренц (Уэсли Снайпс) и четверо других тяжеловооружённых преступников берут заложников в банке. Говорить они соглашаются лишь с отстранённым Коннерсом, которого немедленно возвращают на должность. Вместе с молодым инспектором Шейном Деккером (Райан Филипп), о котором он невысокого мнения, Коннерс принимает управление операцией. После взрыва, в котором заложники не погибают, а освобождаются, преступникам удаётся бежать, воспользовавшись всеобщей паникой и хаосом. Позже следователи узнают, что в компьютерную систему банка была установлена программа, которая выкрала миллиард долларов прямо перед взрывом.
Работая над несколькими уликами и пытаясь не мелькать друг перед другом, Коннерс и Деккер приходят к различным теориям. Хотя Коннерс уверен, что ограбление каким-то образом связано с перестрелкой на мосту, он не видит никаких других связей, возвращаясь к стандартным полицейским процедурам — поиск улик и допрос свидетелей. Тем временем, Деккер чувствует грандиозный план за всем этим хаосом, что основано на теории хаоса, в которой, на первый взгляд, хаотичные события, не имеющие между собой ничего общего, считаются связанными между собой. Деккер подозревает, что организатор ограбления составил такой подробный и запутанный план, что другому человеку приходится воспользоваться теорией хаоса, чтобы хоть как-то связать эти события между собой.
Работая вместе, оба детектива начинают уважать друг друга, понимая, что им необходимо сложить свои знания и домыслы вместе, ведь иначе им никак не докопаться до истины.
Напав на след двух грабителей, детективы совершают штурм их дома, но оба грабителя погибают в перестрелке, а одна из полицейских (бывшая подруга Коннерса) вдруг замечает тикающую бомбу в подвале здания. Всем удаётся бежать, кроме Коннерса. Потеряв напарника, Деккер начинает с удвоенными усилиями искать того, кого он считает виновным во всём, — Лоренца. Следуя по следам улик и трупов, он вдруг узнаёт, что «Лоренц» на самом деле является не кем иным, как бывшим напарником Коннерса, детективом Джейсоном Йорком, разжалованным после событий на мосту. Именно поэтому ему удавалось так легко обходить Коннерса — он знал все его привычки. Проследив сотовый телефон Йорка, Деккер пытается арестовать его, но после ожесточённой погони и перестрелки Йорк погибает.
Считая дело закрытым, Деккер достаёт из бумажника банкноту в 10 долларов и вдруг чувствует знакомый резкий запах от банкноты. Ранее этой самой банкнотой Коннерс хотел заплатить за завтрак в забегаловке; Деккер тогда забрал десятку и положил на стол двадцатку. Также когда они следовали за «тупиковой» ветвью расследования, они обнаружили крупное количество банкнот, украденных из другого банка, но до этого находившиеся на полицейском складе. Оказывается, полицейские помечают банкноты определёнными запахами, чтобы легче было снять отпечатки. Банкнота, полученная от Коннерса, была украдена как раз со склада. Деккер вдруг связывает всё, что он знает вместе и понимает, кто стоит за всем — Коннерс.
Деккер бежит в аэропорт, но не может обнаружить своего бывшего напарника. Коннерс звонит ему и обсуждает теорию хаоса и как она привела Деккера к нему. Он также раскрывает, что Йорк был всего лишь марионеткой в руках Коннерса, который избавился почти от всех свидетелей и готовится покинуть страну с миллиардом долларов. Для этого он и инсценировал свою смерть от бомбы. Перед тем как взлететь, Коннерс даёт своему бывшему напарнику свой последний урок — не всегда можно победить.

## В ролях
| Актёр               | Роль                         |
| ------------------- | ---------------------------- |
| Джейсон Стейтем     | Квентин Коннерс              |
| Райан Филипп        | Шейн Деккер                  |
| Уэсли Снайпс        | Эдвард Лоренц / Джейсон Йорк |
| Генри Черни         | Капитан Дженкинс             |
| Джессика Стин       | Карен Кросс                  |
| Николас Лиа         | Детектив Винсент Дюрано      |
| Дэймон Джонсон      | Брендан Дакс                 |
| Джон Кассини        | Детектив Берни               |
| Джастин Уодделл     | Тедди                        |
| Киган Коннор Трейси | Марни Роллинс                |
| Майк Допуд          | Ламар Голт                   |
| Пол Перри           | Гарри Хьюм                   |
| Паскаль Хаттон      | красивая официантка          |